# 加斯帕爾埃爾南德斯
19°37′12″N 70°16′48″W / 19.62000°N 70.28000°W
加斯帕爾埃爾南德斯（西班牙語：Gaspar Hernández），是多明尼加共和國的城鎮，位於該國北部，由艾斯派亞省負責管轄，面積366.18平方公里，海拔高度10米，2012年人口57,302，人口密度每平方公里160人。